# آنری پوپو (بازیگر)
آنری پوپو (فرانسوی: Henri Poupon‎؛ ۱۴ ژوئیه ۱۸۸۴ – ۱۶ فوریه ۱۹۵۴) هنرپیشه اهل فرانسه بود.
از فیلم‌ها یا برنامه‌های تلویزیونی که وی در آن نقش داشته‌است می‌توان به بانوی قاتل و خرمن اشاره کرد.